# 3-3-1-3

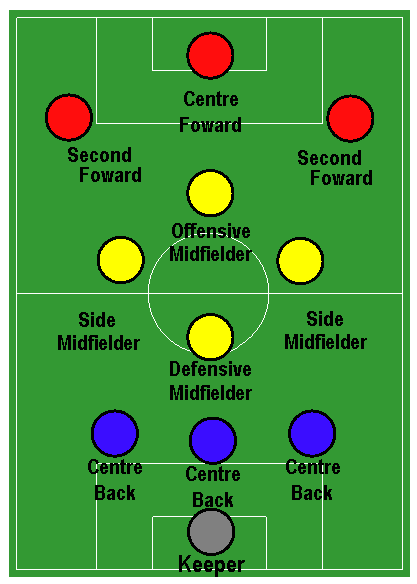
Un generico 3-3-1-3 (ovvero un 3-4-3 con il centrocampo a rombo)

Il 3-3-1-3 (detto anche forcone) è un modulo calcistico riconducibile al 3-4-3, rispetto al quale è ancora più spregiudicato: davanti ai tre difensori si schierano tre mediani, di cui uno funge da regista "basso"; a sostenere il tridente d'attacco si posiziona un trequartista, più avanzato rispetto alla linea dei centrocampisti. Pertanto, se nel 3-4-3 con il centrocampo "in linea" i calciatori che si occupano principalmente della fase offensiva sono tre, in questo modulo diventano quattro (più precisamente tre più uno). È anche possibile leggere questo schema come un 3-3-3-1, nel caso in cui le due ali aiutino la linea mediana e si sistemino ai fianchi della mezzapunta; l'ideatore e principale utilizzatore della variante 3-3-3-1 è riconosciuto essere l'allenatore argentino Marcelo Bielsa.

## Storia e tattica
Modulo di concezione simile al catenaccio (in numeri 1-3-3-3), il sistema di gioco 3-3-1-3 è ottenuto "isolando" una vera mezzapunta dietro al trio avanzato (e non un difensore "staccato" dietro al reparto arretrato a rappresentare il libero, come appunto nel catenaccio). Il nome forcone, altro modo in cui è conosciuto, deriva della figura che i quattro calciatori offensivi descrivono sul terreno di gioco: il punto di partenza è il trequartista, i tre vertici sono la punta centrale e le ali. Nato per contrastare la formazione accorta del catenaccio, il 3-3-1-3 si poneva come opposto offensivo. Le aspirazioni spregiudicate di questo schieramento si dissolsero tuttavia quasi subito, preferendogli la zona mista.
Tatticamente la difesa a 3 non richiedeva l'uso del libero e disponeva di due terzini senza funzioni in fase di possesso. Questi ultimi erano dei difensori centrali a tutti gli effetti e difficilmente si spingevano in avanti e marcavano a uomo le punte avversarie. Il centrale si trasformava invece in un regista arretrato, che impostava la manovra. A centrocampo erano presenti tre interni dotati di corsa e buone doti sia nel passaggio sia in copertura. Le ali, esterni d'attacco, garantivano ampiezza alla manovra, dovendo crossare, dribblare e all'occorrenza finalizzare. Il centravanti (spesso "di sfondamento" per la stazza) aveva il ruolo di terminale offensivo. Ruolo rivoluzionario fu la mezz'ala centrale, paragonabile all'odierno trequartista, vero fulcro del gioco, rifinitore fantasista.

### I numeri del 3-3-1-3

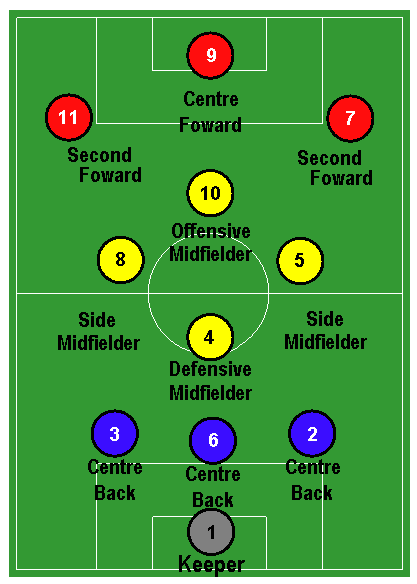
La numerazione dei giocatori schierati con il 3-3-1-3

## Squadre che hanno utilizzato questo modulo
- L'Ajax di Louis van Gaal vincitore della Champions League 1994-1995 e della Eredivisie nel 1993-1994, 1994-1995 e 1995-1996.
- La nazionale olimpica argentina del già citato Marcelo Bielsa, vincitrice delle Olimpiadi 2004.